# Muiredach Muinderg
Muiredach Muinderg mac Forggo (... – 489) dei Dál Fiatach regnò sugli Ulaid.
Era figlio di Forgg mac Dalláin. La sua morte viene collocata nel 489 dagli Annali di Tigernach Il Libro di Leinster afferma che regnò per 24 anni, quindi dal 465, ma non parla della data della sua morte. Sarebbe stato benedetto da san Patrizio. Tra i suoi cinque figli vanno ricordati Eochaid mac Muiredaig Muinderg (morto nel 509) e Cairell mac Muiredaig Muinderg (morto nel 532), entrambi re dell'Ulaid.